# Circle, Montana
Circle är administrativ huvudort i McCone County i Montana. Countyt grundades år 1919 och Circle utsågs till dess huvudort.